# Lajrān
Lajrān (persiska: لجران) är en ort i Iran.   Den ligger i provinsen Semnan, i den centrala delen av landet, 100 km sydost om huvudstaden Teheran. Lajrān ligger 840 meter över havet och antalet invånare är 382.
Terrängen runt Lajrān är platt åt sydost, men åt nordväst är den kuperad.Runt Lajrān är det glesbefolkat, med 9 invånare per kvadratkilometer. Närmaste större samhälle är Garmsār, 2,5 km nordost om Lajrān. Trakten runt Lajrān består till största delen av jordbruksmark.